# Gaëlle Geniller
Gaëlle Geniller est une autrice de bande dessinée française née le 8 avril 1996 à Saint-Priest.

## Biographie
Née en 1996 à Saint-Priest, Gaëlle Geniller est titulaire d'un brevet de technicien supérieur en animation au Lycée des Arts et Métiers du Luxembourg en 2017[réf. souhaitée]. En matière d'influences, elle cite Joseph Christian Leyendecker, Erté, George Barbier et Elsa Schiaparelli ; parmi les bandes dessinées, elle admire les travaux d'Hubert, notamment Miss Pas Touche. L'artiste déclare se sentir très concernée par les combats des mouvements LGBTQ.
Alors qu'elle travaille sur les décors du film Funan dans un studio d'animation, elle est contactée par les éditions Delcourt, via Patrick Sobral. Ses deux premiers albums abordent le thème de la différence : en 2019, elle livre Les Fleurs de grand frère, l'histoire d'un adolescent dont la chevelure s'orne soudainement de fleurs ; à travers ce personnage, elle aborde les thèmes de « l'acceptation de soi, la différence, le délicat passage de l'enfance à l'adolescence ». 
En 2021 paraît Le jardin, Paris se situant dans le Paris des années 1920 et narrant l'histoire de Rose, un garçon qui embrasse la carrière de danseur dans un cabaret. L'autrice a souhaité décrire une histoire joyeuse et un personnage « fort dans sa sensibilité ».

## Récompenses
Elle obtient en 2021 le Prix Bull'gomme 53 pour Les fleurs de grand frère.
En 2023, elle est la présidente de la 19ème édition des Estivales de la BD de Montalivet en Gironde au titre de lauréate du Prix de la Mouette 2022 de ce festival pour Le Jardin, Paris.

## Œuvres
- Les Fleurs de grand frère[7], Delcourt, 2019  (ISBN 978-2-413-01243-6)
- Le jardin, Paris[8], Delcourt, 2021  (ISBN 978-2-413-02253-4)
- Les légendaires Stories T02 Halan et l'oeil de Darnad, Delcourt, 2022  (ISBN 978-2-413-04157-3)
- Minuit Passé, Delcourt/Mirages, 2024  (ISBN 978-2-413-07894-4)